# Semons
Semons foi uma comuna francesa na região administrativa de Auvérnia-Ródano-Alpes, no departamento de Isère. Estendia-se por uma área de 10,55 km². Em 2010 a comuna tinha 2 060 habitantes (densidade: 195,3 hab./km²).
Em 1 de janeiro de 2019, passou a formar parte da nova comuna de Porte-des-Bonnevaux.